# Nanoparticule magnétique
Les nanoparticules magnétiques sont des objets dont la taille est de l'ordre du nanomètre à la centaine de nanomètres, leur faible taille nanométrique leur confère des propriétés intéressantes, ils sont généralement composés d'un cœur en métal (fer, cobalt, nickel, etc.) enrobé d'autres molécules.

## Historique
La découverte du magnétisme remonte de plus de 2 500 ans avec le minerai nommé magnétite (Fe3O4) dont a été inspiré le nom du phénomène : magnétisme. Ce minerai, situé à l'Ouest de la Turquie, était l'origine de la première application du magnétisme par le Chinois Shen Kuo en 1086 : la boussole.
Plus récemment, l'application des nanoparticules magnétiques en particulier s’est réellement imposée dans les nouvelles technologies vers la fin du XXe siècle et plus précisément depuis l’invention de l’imagerie par résonance magnétique (IRM) en 1973.
En France les premiers agents de contraste pour l'imagerie médicale à base de nanoparticules magnétiques ont été mis au marché en 1989. Depuis, plusieurs domaines de recherche se sont axés sur le potentiel d’exploitation de ces nanomatériaux.

## Méthodes de synthèse
Des nanoparticules magnétiques sont synthétisées avec différentes phases et compositions, comprenant des oxydes de fer, tels que Fe3O4 et g-Fe2O3, métaux purs, tels que Fe et Co,, ferrimagnétiques MgFe2O4, MnFe2O4 et CoFe2O4,, ainsi que des alliages tels que CoPt3 et FePt,. Au cours des dernières décennies, de nombreuses recherches consacrées à la synthèse de nanoparticules magnétiques ont été menées. Plusieurs méthodes comprenant la précipitation, la décomposition thermique, la réduction, synthèse micellaire, synthèse hydrothermale, et les techniques de pyrolyse laser peuvent toutes être dirigées vers la synthèse de nanoparticules magnétiques de haute qualité.

### Co-précipitation
La co-précipitation est un moyen facile et pratique de synthétiser des oxydes de fer (Fe3O4 ou g-Fe2O3) à partir de solutions aqueuses Fe2+ / Fe3+, solutions de sels par addition d’une base sous atmosphère inerte, atmosphère à température ambiante ou à température élevée.

### Décomposition thermique
Inspiré par la synthèse des semi-conducteurs de haute qualité, nanocristaux et oxydes dans des milieux non aqueux par traitement thermique décomposition[Quoi ?],,, méthodes similaires pour la synthèse de particules magnétiques avec un contrôle sur la taille et la forme ont été développées. Des nanocristaux magnétiques monodispersés avec une taille plus petite peuvent essentiellement être synthétisés par décomposition thermique de composés organométalliques dans des solvants organiques à haut point d'ébullition contenant des tensioactifs stabilisants[incompréhensible],,.

### Synthèse hydrothermale
Dans des conditions hydrothermales, il est possible de former une large gamme de matériaux nanométriques.
Les avantages et inconvénients des trois méthodes de synthèse susmentionnées sont résumés brièvement dans le tableau 1. 
| Méthode synthétique     | Synthèse                          | Température de réaction (°C) | Période de réaction | Solvant           | Agents de bouchage de surface                | Distribution de taille | Contrôle de la forme | Limite d'élasticité |
| ----------------------- | --------------------------------- | ---------------------------- | ------------------- | ----------------- | -------------------------------------------- | ---------------------- | -------------------- | ------------------- |
| Co-précipitation        | très simple, conditions ambiantes | 20–90                        | minutes             | eau               | nécessaire, ajouté pendant ou après réaction | relativement étroite   | difficile            | haut / évolutif     |
| Décomposition thermique | atmosphère compliquée et inerte   | 100–320                      | heures– jours       | composé organique | nécessaire, ajouté pendant la réaction       | très étroite           | aisé                 | haut / évolutif     |
| Synthèse hydrothermale  | simple, haute pression            | 220                          | heures ca. jours    | eau-éthanol       | nécessaire, ajouté pendant la réaction       | très étroite           | aisé                 | moyen               |

## Propriétés
Les nanoparticules magnétiques ont des propriétés physiques et chimiques très intéressantes. Avec le développement de la technologie de synthèse, une série de nanoparticules magnétiques de forme contrôlable, de bonne stabilité et de monodispersion ont été produites avec succès.
Les propriétés magnétiques des nanoparticules magnétiques les rendent faciles à enrichir et à séparer, ou à effectuer un positionnement de mouvement directionnel[réf. nécessaire].
La surface spécifique (rapport surface sur volume) des nanoparticules magnétiques des particules sphériques est inversement proportionnelle au diamètre. Pour les particules d'un diamètre inférieur à 0,1 µm, le pourcentage d'atomes de surface augmente fortement et l'effet de surface est remarquable. Le diamètre des particules est réduit, la surface spécifique augmente de manière significative et le nombre d'atomes de surface augmente rapidement. Lorsque la taille des particules est de 1 nm, le nombre d'atomes de surface est égal à 99 % du nombre total d'atomes de cristal complets. À cette époque, presque tous les atomes constituant les nanoparticules sont distribués à la surface et de nombreuses liaisons pendantes se forment autour des atomes de surface. Elles sont non saturées et faciles à assimiler. D'autres atomes se combinent pour former une structure stable et présentent une activité chimique élevée.
Les nanoparticules magnétiques ont une bonne biocompatibilité avec divers polymères.

## Applications
La nanotechnologie a connu une expansion fulgurante depuis une vingtaine d'années, les nanoparticules en général constituent la base de cette nouvelle technologie et trouvent de multiples applications dans plusieurs domaines tels que la santé, l'électronique, l'environnement, le transport et les produits de consommation et de soins, les nanoparticules magnétiques en particulier sont de plus en plus utilisés pour perfectionner les protocoles thérapeutiques (ex : adressage de molécules antibiotique ou d'un photosensibilisateur de thérapie photodynamique vers une cellule malade ou un organe cible) ou les méthodes de diagnostic mais aussi pour plusieurs autres applications tels que la catalyse, le stockage des données et de l'énergie.

### Applications dans le domaine biomédical

#### Imagerie par résonance magnétique (IRM)
Le principe de l'IRM est basé sur la détection et la cartographie du signal RMN (résonance magnétique nucléaire) émis par les protons d’hydrogène des tissus biologiques soumis à un champ magnétique extérieur. La différence de densité en protons des tissus permet d'obtenir des images contrastées. Cependant, cette différence entre deux tissus est insuffisante dans certains cas. Ainsi, le recours à des agents de contraste est nécessaire dans environ 30 % des examens IRM. Les nanoparticules d’oxyde de fer sont les premiers agents à être utilisés grâce à leur stabilité chimique, leur degré de toxicité faible et leur biodégradabilité, ces oxydes font partie des nanoparticules super-paramagnétiques dites agents de contraste positif, Certaines d'autres particules paramagnétiques (à base de gadolinium, et appelées agents de contraste négatifs) peuvent être utilisées également dans le but d’augmenter le contraste de ses images.

#### Imagerie à particules magnétiques (MPI)
Le principe de « l’imagerie à particules magnétiques » est basé sur la réponse non linéaire d’un matériau ferromagnétique ou super-paramagnétique à un champ magnétique appliqué, cette méthode a été proposée pour la première fois par Gleich et Weizenecker en 2005 et présente plusieurs avantages par rapport à l'IRM, car elle a une haute sensibilité permettant d'avoir de meilleures résolutions avec l’application de champs de moindre amplitude. L’idée consiste donc à suivre la présence de « traceurs » magnétiques dans le corps, contrairement à l'IRM, dans lequel c’est l’effet de la particule qui est mesuré. La sensibilité est donc bien meilleure dans le cas de la MPI.

#### Hyperthermie magnétique
L'hyperthermie magnétique est parmi les méthodes de guérison la plus ancienne. Elle est mentionnée dès 5000 avant J.-C. dans le papyrus chirurgical d'Edward Smith qui proposait d'appliquer une source chaude pour cautériser la tumeur d’un cancer du sein.
Les nanoparticules magnétiques présentent aujourd'hui un fort potentiel pour le traitement des tumeurs par hyperthermie ; leur efficacité dépend de leur taille et de la nature du matériau employé. Cette technique consiste à faire pénétrer ces nanoparticules dans les tumeurs pour les chauffer sélectivement sous l'action de champs électromagnétiques. Les premières investigations expérimentales de cette méthode ont été menées par Gilchrist et Medal en 1957, qui ont mené des expérimentations sur l’échauffement de divers échantillons de tissus à l’aide de nanoparticules d’oxyde de fer γ-Fe2O3 dont le diamètre était de 20-100 nm et soumises à un champ magnétique extérieur d'une fréquence d'environ 1 MHz.

### Applications dans le domaine de l'environnement
Les nanoparticules magnétiques sont utilisées comme absorbants qui captent les polluants dans les milieux aqueux, dans le cas de l’absorption des matériaux inorganiques comme les métaux, la nanoparticule est utilisée seule et n'a pas besoin d’être fonctionnalisée, contrairement à l'absorption des matériaux organiques dont on doit fonctionnaliser la nanoparticule, cette méthode s'appelle la séparation magnétique.

### Applications dans le domaine de l'énergie

#### Catalyse des réactions chimiques
En appliquant un champ magnétique de haute fréquence à des nanoparticules ferromagnétiques, ces dernières produisent de la chaleur qui peut être utilisée pour catalyser les réactions chimiques telle que la réaction de Sabatier, qui produit du méthane (CH4) à partir du dihydrogène (H2) et du dioxyde de carbone (CO2).

#### Stockage magnétique des données
De nombreuses applications dans ce domaine sont en cours de développement et envisagent d'augmenter la densité de stockage des appareils jusqu'à 100 Gbit inch−2, néanmoins l'un des enjeux actuels pour ce type d'applications est ce qu'on appelle l'effet super-paramagnétique qui provoque la perte des données à la suite de l'instabilité thermique qui augmente de plus en plus lorsqu'on diminue la taille des particules, parmi les matériaux prometteurs dans ce domaine est le LI0-FePt car il présente une grande anisotropie magnéto-cristalline (Ku = 7 × 107 erg/cc) qui conduit à une forte stabilité thermique-magnétique.

## Protection et stabilisation des nanoparticules

### Passivation de surface
C'est une approche qui consiste à induire une oxydation légère et contrôlée du noyau du métal pur.  Une des méthodes récentes consiste à oxyder légèrement des nanoparticules de cobalt avec de l'air synthétique pour former une couche passive de CoO qui stabilise la nanoparticule magnétique

### Revêtement avec un polymère et un tensioactif
Les polymères et les tensioactifs sont souvent utilisés pour la passivation des surfaces des nanoparticules magnétiques afin d'éviter le phénomène  d'agglomération. Les amorceurs de polymérisation sont fixés chimiquement sur la surface des nanoparticules, ces dernières sont ensuite utilisées comme macro-amorceurs dans la réaction de polymérisation ultérieure, l'un des inconvénients de ce type de revêtement est leur instabilité à hautes températures et dans les milieux acides dans le cas d'un revêtement fin (une ou deux couches de polymères).

### Revêtement avec un métal noble
L'or est une matière incontestée du revêtement des métaux massifs, sa faible réactivité a fait qu'il soit idéal aussi pour le revêtement des nanoparticules magnétiques, ces dernières présentent des propriétés de surface similaires à celles de ce métal noble ce qui a fait que le revêtement directe soit très difficile,.
Une nouvelle méthode de mise en œuvre de ce type de revêtement a été développée par Zhang et al. en combinant la chimie des solutions et les radiations lasers.

## Fonctionnalisation
Afin d'avoir de meilleures propriétés et compatibilités, les scientifiques cherchent à synthétiser des nanoparticules magnétiques qui présentent une nanostructure multifonctionnelle en se basant sur deux approches, la première s'appelle la fonctionnalisation moléculaire qui consiste à attacher la nanoparticule avec des organismes biologiques comme les anticorps, les protéines ou d'autres types comme les peintures, la deuxième approche est de les lier avec d'autres nanoparticules fonctionnelles comme les quantium dot ou les nanoparticules métalliques.
La fonctionnalisation des nanoparticules magnétiques assure la stabilisation de ces dernières lorsqu'elles sont présentes dans le corps humain mais également leur biocompatibilité, différentes matières sont utilisées selon le domaine d'application envisagé :
| Matière                    | Application                                                           |
| -------------------------- | --------------------------------------------------------------------- |
| Polyéthylène glycol (PEG)  | traitement du cancer, diagnostic du cancer                            |
| Polyéthylèneimine (PEI)    | transport ciblé des gènes et des médicaments dans le corps            |
| Glucane                    | transport ciblé des médicaments dans le corps                         |
| Alcool polyvinylique (PVA) | bio-séparation, IRM, transport ciblé des médicaments                  |
| Liposome                   | thermothérapie, IRM                                                   |
| Acide folique (FA)         | traitement du cancer des poumons et des ovaires, diagnostic du cancer |
| Or (Au)                    | IRM, diagnostic du cancer                                             |